# Steno
Steno, pseudonimul lui Stefano Vanzina, (n. 19 ianuarie 1917, Roma, Regatul Italiei – d. 13 martie 1988, Roma, Italia) a fost un regizor, scenarist și autor de benzi desenate italian. A rămas în amintire mai ales pentru profesionalismul său și pentru cariera sa cinematografică. 

## Filmografie selectivă

### Regizor
- 1949 Al diavolo la celebrità, co-regie cu Mario Monicelli
- 1950 Viață de câine (Vita da cani), co-regie cu Mario Monicelli
- 1951 Hoții și vardiștii (Guardie e ladri), co-regie cu Mario Monicelli
- 1952 Totò a colori
- 1953 Infidelele (Le infedeli), co-regie cu Mario Monicelli
- 1953 Cinematograful de altă dată (Cinema d'altri tempi)
- 1958 Totò pe lună (Totò nella luna)
- 1959 Totò, Eva și penelul imterzis (Totò, Eva e il pennello proibito)
- 1962 Doi colonei (I due colonnelli)
- 1963 Totò contro i quattro
- 1966 Trandafiri roșii pentru Angelica (Rose rosse per Angelica)
- 1967 Feldmareșala (La feldmarescialla)
- 1971 Un viking vine din sud (Il vichingo venuto dal sud)
- 1972 Poliția mulțumește (La polizia ringrazia)
- 1973 Anastasia, fratele meu (Anastasia mio fratello)
- 1974 Polițista (La poliziotta)
- 1974 Comisarul Piedone la Hong Kong (Piedone a Hong Kong )
- 1977 Dublu delict (Doppio delitto)
- 1978 Piedone africanul (Piedone l'africano)
- 1980 Piedone în Egipt (Piedone d'Egitto)
- 1987 Animali metropolitani

## Legături externe
- Steno la Internet Movie Database